# SP-327
A SP-327 é uma rodovia transversal do estado de São Paulo, administrada pela concessionária CART.

## Denominações
Recebe as seguintes denominações em seu trajeto:
Nome:	Orlando Quagliato, Rodovia
- De - até:	SP-225 (Santa Cruz do Rio Pardo) - SP-270 (Ourinhos)
- Legislação: DEC. 19.231 DE 06/08/82

## Descrição
Principais pontos de passagem: SP 225 - Santa Cruz do Rio Pardo - SP 270 (Ourinhos)

## Características

### Extensão
- Km Inicial: 0,000
- Km Final: 32,433

### Localidades atendidas
- Santa Cruz do Rio Pardo
- Ourinhos

## Pedágios
Relação das praças de pedágio da rodovia:
- OURINHOS (km 14+500) - CART